# Oxyopes salticus
Oxyopes salticus là một loài nhện trong họ Oxyopidae, phân bố ở Hoa Kỳ. Con cái có kích thước 6 mm, con đực 5 mm.

## Hình ảnh

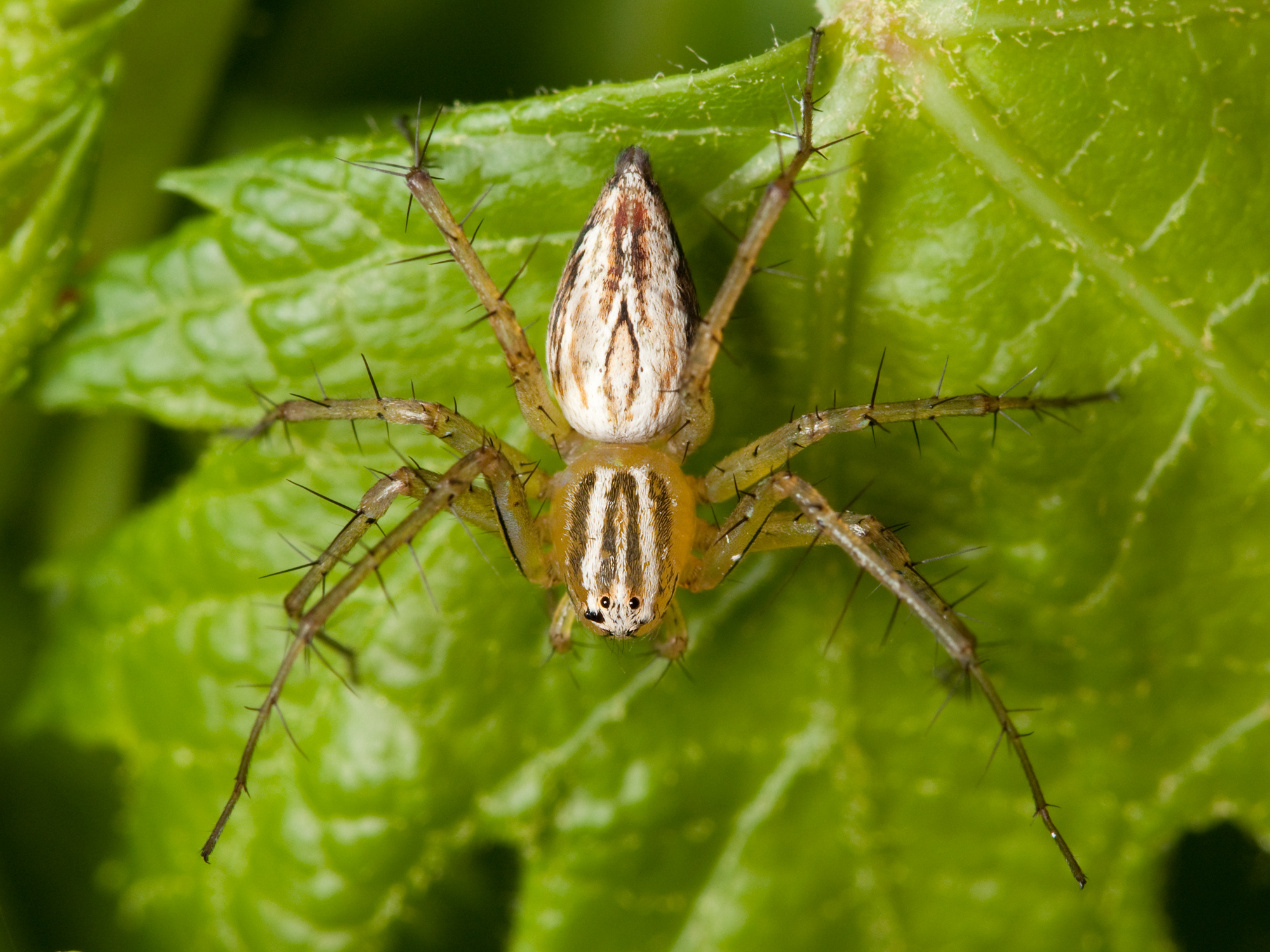
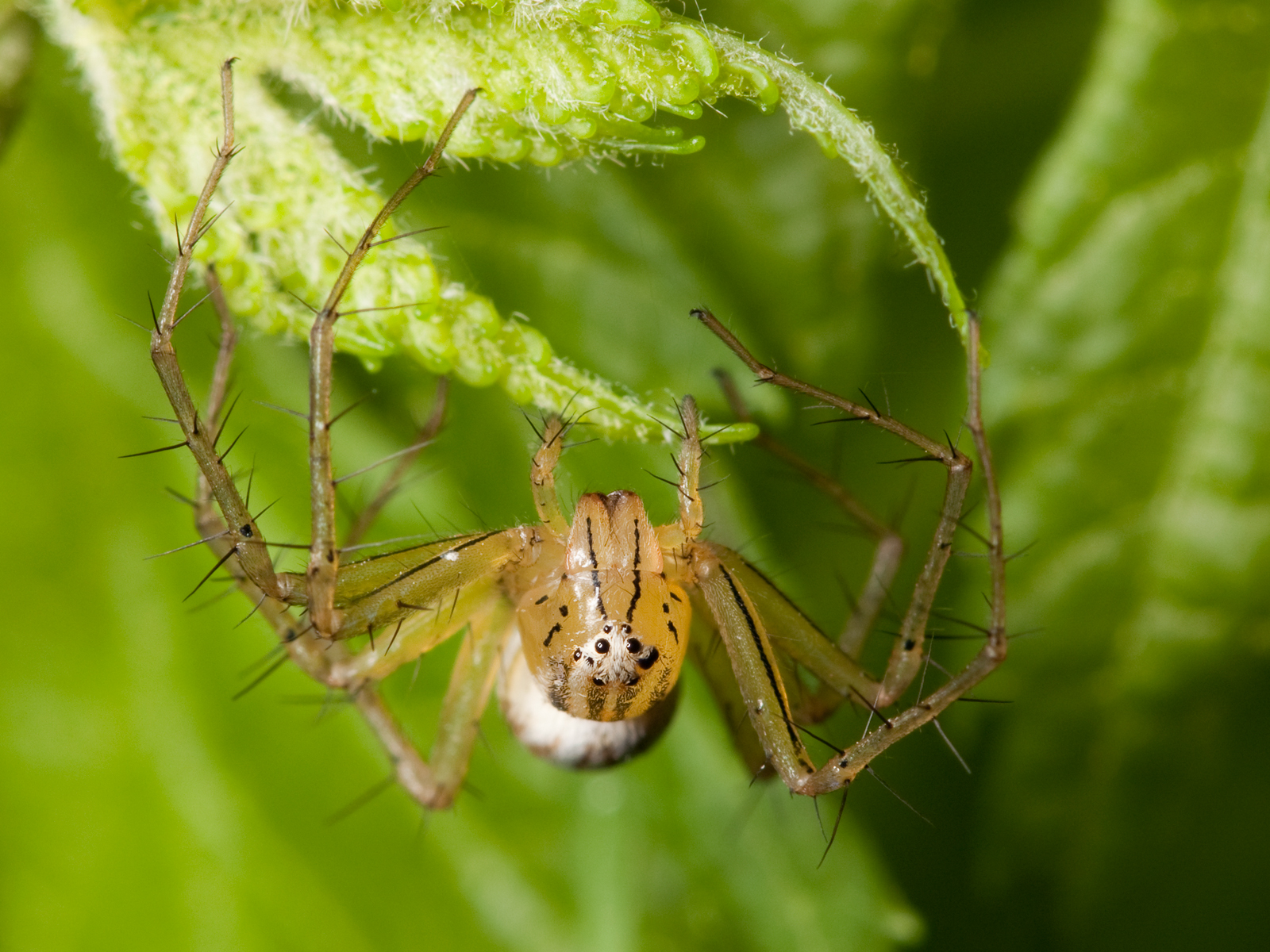
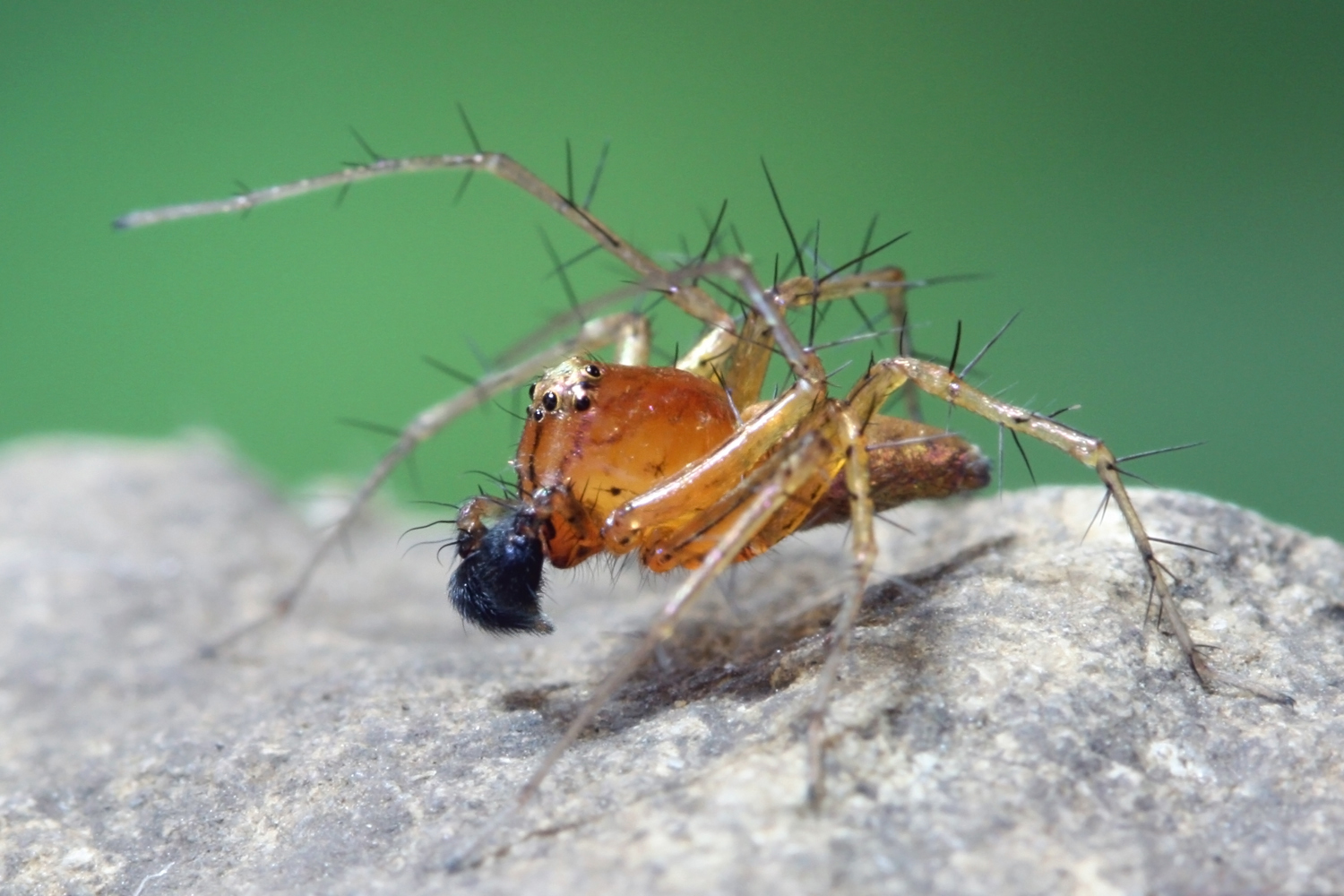
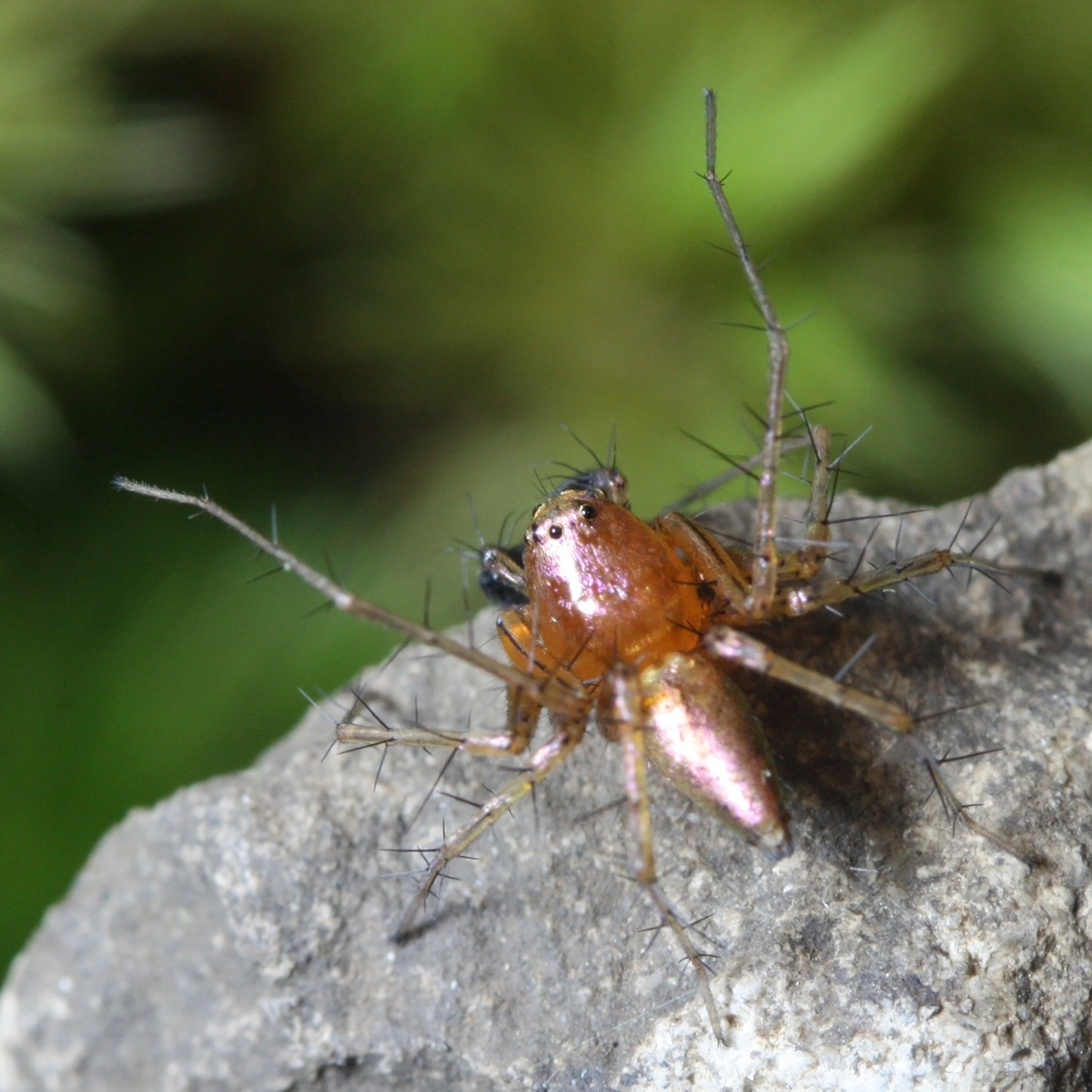